# Лёгкая атлетика на летних Олимпийских играх 2020 — бег на 100 метров (мужчины)
Соревнование в беге на 100 метров среди мужчин на летних Олимпийских играх 2020 года проходили 31 июля и 1 августа 2021 года на Японском национальном стадионе. В соревнованиях приняли участие 78 спортсмена из 59 стран.
Марсель Джейкобс выиграл первую золотую медаль для Италии в беге на 100 метров среди мужчин, установив дважды новый европейский рекорд (в полуфинале и в финале). Американские бегуны медальный зачёт на Олимпиадах увеличили до шести турниров в подряд, серебро завоевал Фред Керли. Канадец Андре Де Грасс выиграл свою вторую подряд бронзовую медаль на 100 метров, установив свой личный рекорд. После завершения карьеры Усэйна Болта завершилась  серия из трёх золотых медалей Ямайки.

## Медалисты
| Золото                  | Серебро        | Бронза                |
| Марсель Джейкобс Италия | Фред Керли США | Андре Де Грасс Канада |

## Ход турнира
Первый полуфинал выиграл Фред Керли из США, а защищающийся своё бронзовое место Андре Де Грасс из Канады финишировал вторым.
Во втором полуфинале мировой лидер и фаворит на золотые медали американец Трейвон Бромелл проиграл на фотофинише Эноха Адегоке из Нигерии, который занял второе место после Жарнела Хьюза из Великобритании, действующего чемпиона Европы.
В третьем полуфинале Су Бинтянь из Китая отлично стартовал и опередил группу, улучшив свой собственный азиатский рекорд на 0,08 до 9,83. Отставая на две тысячных, Ронни Бейкер из США также улучшил свой личный рекорд: оба показали результат 9,83. Марсель Джейкобс из Италии, являясь мировым лидером на 60 метров, занял третье место и показал результат 9,84, установив европейский рекорд, улучшив свой личный рекорд на 0,1. Джейкобс вышел в финал по лучшему результату из всех забегов вместе со вторым фаворитом предолимпийских игр, африканским рекордсменом Акани Симбин из Южной Африки, прошедший квалификацию с результатом 9.90.
На центральных дорожках в финале были три победителя забега Су, Керли и Хьюз, а также показавший самый быстрый из вторых результатов Бейкер.
Хьюз стартовал раньше всех бегунов с блоков и был дисквалифицирован из-за явного фальстарта.
Второй старт был чистым: Су не смог повторить свой великолепный полуфинальный старт, а Керли показал самое быстрое стартовое время (реакцию) и лидировал в гонке примерно до 70-метровой отметки, где его обогнал ускорившийся Джейкобс. Джейкобс увеличил отрыв от группы, Керли оставался ближе всех к лидеру, когда Адегок захромал. В это время Де Грасс, бежав последним, ускорился и обогнал Бейкера и Симбайн на отметке 90 метров и выиграл свою вторую бронзовую медаль. Джейкобс одержал явную победу над Керли.
Джейкобс финишировал с лучшим результатом на Олимпиаде 2020 — 9,80 секунды, одержав неожиданную олимпийскую победу. Это стало его вторым улучшением европейского рекорда всего за несколько часов. Керли и Де Грасс улучшили свои личные лучшие результаты до 9,84 и 9,89 соответственно.

## История
Соревнование в беге на 100 метров среди мужчин на Олимпийских играх 2020 года проводилось в 29 раз и стало одним из 12 видов лёгкой атлетики, проводимых на всех летних Олимпийских играх.

## Квалификация
Квалификационный стандарт на Олимпийские игры 2020 для бегунов на 100 метров установлен 10,05 секунды. Стандарт был установлен с целью включения в турнир спортсменов выполнившие на квалификационных соревнованиях установленный норматив, но которые не смогли пройти квалификацию по итогам мирового рейтинга ИААФ. Мировые рейтинги, основанные на расчёте среднего из пяти лучших результатов спортсмена за квалификационный период с учётом сложности уровня соревнований. Данные условия для отбора спортсменов использоваться, пока не будет достигнуто ограничение в 56.
Квалификационный период первоначально был установлен с 1 мая 2019 года по 29 июня 2020 года. Из -за пандемии коронавирусной инфекции в период с 6 апреля 2020 года по 30 ноября 2020 года соревнования был приостановлены и дата окончания продлена до 29 июня 2021 года. Дата начала квалификации по итогам мирового рейтинга также была изменена с 1 мая 2019 г. на 30 июня 2020 г. Спортсмены выполнившие квалификационный стандарт в течение этого времени, были квалифицированы, а провести отбор по мировому рейтингу было не возможно из-за отсутствия легкоатлетических турниров. ИААФ изменил требование к расчёту мирового рейтинга, включив соревнования как на открытом воздухе, так и в помещении, а также последний региональный чемпионат был засчитан, даже если он проведён не во время квалификационного периода. Не учитывались гонки с ветром сильнее 2,0 м/с.
Национальный олимпийский комитет (НОК) может заявить не более 3 квалифицированных спортсменов в забеге 100 метров. Если все спортсмены соответствуют начальному квалификационному стандарту или прошли квалификацию путём ранжирования мирового рейтинга в течение квалификационного периода. (Ограничение в 3 было введено на Олимпийском Конгрессе в 1930 г.)
38 бегунов прошли квалификацию по установленному нормативу; 14 — по позициям мирового рейтинга и 27 — НОК использовали своё универсальное место и ввели одного спортсмена, так как у них нет спортсменов, соответствующих стандарту входа на легкоатлетическое мероприятие — в беге на 100 метров среди мужчин.

## Рекорды
Мировой и олимпийский рекорды до начала летних Олимпийских игр 2020 года:
| Мировой рекорд     | Усэйн Болт (JAM) | 9,58 | Берлин | 16 августа 2009 |
| Олимпийский рекорд | Усэйн Болт (JAM) | 9,63 | Лондон | 5 августа 2012  |

## Формат и календарь турнира
В соревнованиях по-прежнему использовался формат отборочных соревнований из трёх основных раундов, введённый в 2012 году. В предварительных забегах принимали участие спортсмены, не соответствующие квалификационному стандарту, которые были заявлены через универсальные места НОК.
Время Олимпийских объектов местное (Япония, UTC+9)
| Дата                        | Время       | Раунд                   |
| --------------------------- | ----------- | ----------------------- |
| Суббота, 31 июля 2021       | 09:00 19:00 | Предварительный Раунд 1 |
| Воскресенье, 1 августа 2021 | 19:00 21:50 | Полуфинал Финал         |

## Результаты

### Предварительные забеги
Квалификационные правила: первые 3 в каждом забеге (Q) и дополнительно 1 с лучшими показанными результатами из всех забегов (q) проходят в 1-й раунд.

#### Предварительный забег 1
Ветер: -0,2 м/с
| Место | Дорожка | Спортсмен          | НОК                | Время | Примечание |
| ----- | ------- | ------------------ | ------------------ | ----- | ---------- |
| 1     | 7       | Нгони Макуша       | Зимбабве           | 10.32 | Q          |
| 2     | 8       | Фабрис Дабла       | Того               | 10.57 | Q          |
| 3     | 6       | Йейкелл Ромеро     | Никарагуа          | 10.62 | Q          |
| 4     | 1       | Хасан Саид         | Мальдивы           | 10.70 | SB         |
| 5     | 3       | Шон Гилл           | Белиз              | 10.88 |            |
| 6     | 9       | Пен Соконг         | Камбоджа           | 11.02 | SB         |
| 7     | 4       | Ша Махмуд Нур Захи | Афганистан         | 11.04 | PB         |
| 8     | 5       | Латаиси Мвеа       | Кирибати           | 11.25 |            |
| 9     | 2       | Натан Крамптон     | Американское Самоа | 11.27 | PB         |

#### Предварительный забег 2
Ветер: 0,0 м/с
| Место | Дорожка | Спортсмен          | НОК     | Время          | Примечание |
| ----- | ------- | ------------------ | ------- | -------------- | ---------- |
| 1     | 2       | Баракат Аль-Харти  | Оман    | 10.27          | Q, SB      |
| 2     | 9       | Эмануэль Арчибальд | Гайана  | 10.30          | Q          |
| 3     | 1       | Мохамед Альхаммади | ОАЭ     | 10.59 (10.581) | Q, PB      |
| 3     | 5       | Бануве Табакаукоро | Фиджи   | 10.59 (10.581) | Q, SB      |
| 5     | 7       | Бруно Рохас        | Боливия | 10.64          |            |
| 6     | 4       | Дидье Кики         | Бенин   | 10.69          | PB         |
| 7     | 3       | Бадамасси Сагиро   | Нигер   | 10.87          | PB         |
| 8     | 8       | Рональд Фотофили   | Тонга   | 11.19          | SB         |
| —     | 6       | Авени Мигель       | Ангола  | DSQ            | TR 16.8    |

#### Предварительный забег 3
Ветер: 0,9 м/с
| Место | Дорожка | Спортсмен         | НОК                           | Время          | Примечание |
| ----- | ------- | ----------------- | ----------------------------- | -------------- | ---------- |
| 1     | 6       | Дориан Келетела   | Олимпийская сборная беженцев  | 10.33          | Q, PB      |
| 2     | 1       | Гай Маганга Горра | Габон                         | 10.61          | Q          |
| 3     | 2       | Оливер Мвимба     | ДР Конго                      | 10.63          | Q          |
| 4     | 3       | Ильдар Ахмадиев   | Таджикистан                   | 10.66          | PB         |
| 5     | 5       | Джона Харрис      | Науру                         | 11.01          | SB         |
| 6     | 8       | Скотт Фити        | Федеративные Штаты Микронезии | 11.25          | SB         |
| 7     | 4       | Секо Камара       | Гвинея-Бисау                  | 11.33          | PB         |
| 8     | 9       | Адриан Илилау     | Палау                         | 11.42 (11.414) | PB         |
| 9     | 7       | Карало Майбука    | Тувалу                        | 11.42 (11.418) | NR         |

### Раунд 1
Квалификационные правила: первые 3 в каждом забеге (Q) и дополнительно 3 с лучшими показанными результатами из всех забегов (q) проходят в полуфинал.

#### Забег 1
Ветер: 0,2 м/с
| Место | Дорожка | Спортсмен         | НОК     | Время | Примечание |
| ----- | ------- | ----------------- | ------- | ----- | ---------- |
| 1     | 8       | Ронни Бейкер      | США     | 10.03 | Q          |
| 2     | 3       | Вико, Джимми      | Франция | 10.07 | Q, SB      |
| 3     | 2       | Ушеорице Ицекири  | Нигерия | 10.15 | Q          |
| 4     | 1       | Ву Чжицян         | Китай   | 10.18 |            |
| 5     | 9       | Янг Чун-хан       | Тайвань | 10.21 | SB         |
| 6     | 7       | Шухей Тада        | Япония  | 10.22 |            |
| 7     | 5       | Эмре Зафер Барнс  | Турция  | 10.47 |            |
| 8     | 6       | Гай Маганга Горра | Габон   | 10.77 |            |
| —     | 4       | Тайкендо Трейси   | Ямайка  | DNS   |            |

#### Забег 2
Ветер: 0,3 м/с
| Место | Дорожка | Спортсмен          | НОК                          | Время          | Примечание |
| ----- | ------- | ------------------ | ---------------------------- | -------------- | ---------- |
| 1     | 6       | Эноха Адегоке      | Нигерия                      | 9.98           | Q, PB      |
| 2     | 3       | Феми Огуноде       | Катар                        | 10.02          | Q          |
| 3     | 8       | Жарнела Хьюза      | Великобритания               | 10.04          | Q, SB      |
| 4     | 7       | Трейвон Бромелл    | США                          | 10.05          | q          |
| 5     | 9       | Фелипе Барди       | Бразилия                     | 10.26          |            |
| 6     | 4       | Сильван Вики       | Швейцария                    | 10.28          |            |
| 7     | 5       | Самсон Коулбрук    | Багамские Острова            | 10.33          |            |
| 8     | 1       | Дориан Келетела    | Олимпийская сборная беженцев | 10.41 (10.405) |            |
| 9     | 2       | Эмануэль Арчибальд | Гайана                       | 10.41 (10.405) |            |

#### Забег 3
Ветер: 0,1 м/с
| Место | Дорожка | Спортсмен        | НОК        | Время | Примечание |
| ----- | ------- | ---------------- | ---------- | ----- | ---------- |
| 1     | 4       | Марсель Джейкобс | Италия     | 9.94  | Q, NR      |
| 2     | 9       | Обликву Севилья  | Ямайка     | 10.04 | Q, =PB     |
| 3     | 1       | Шон Масванганьи  | ЮАР        | 10.12 | Q          |
| 4     | 7       | Рёта Ямагата     | Япония     | 10.15 |            |
| 5     | 2       | Се Чжэнье        | Китай      | 10.16 |            |
| 6     | 5       | Юпун Абейкун     | Шри-Ланка  | 10.32 |            |
| 7     | 8       | Карлос Насименто | Португалия | 10.37 |            |
| 8     | 6       | Гэвин Смелли     | Канада     | 10.44 |            |
| 9     | 3       | Оливер Мвимба    | ДР Конго   | 10.97 |            |

#### Забег 4
Ветер: 0,0м/с
| Место | Дорожка | Спортсмен           | НОК               | Время | Примечание |
| ----- | ------- | ------------------- | ----------------- | ----- | ---------- |
| 1     | 2       | Гифт Леотлела       | ЮАР               | 10.04 | Q          |
| 2     | 4       | Су Бинтянь          | Китай             | 10.05 | Q          |
| 3     | 8       | Джейсон Роджерс     | Сент-Китс и Невис | 10.21 | Q          |
| 4     | 7       | Юки Койке           | Япония            | 10.22 |            |
| 5     | 5       | Лалу Мухаммад Зохри | Индонезия         | 10.26 | SB         |
| 6     | 3       | Эбрима Камара       | Гамбия            | 10.33 |            |
| 7     | 6       | Кемар Хайман        | Каймановы острова | 10.41 |            |
| 8     | 9       | Бануве Табакаукоро  | Фиджи             | 10.70 |            |
| —     | 1       | Марк Одхиамбо       | Кения             | DNS   |            |

#### Забег 5
Ветер: 0,6 м/с
| Место | Дорожка | Спортсмен          | НОК            | Время | Примечание |
| ----- | ------- | ------------------ | -------------- | ----- | ---------- |
| 1     | 9       | Андре Де Грасс     | Канада         | 9.91  | Q, SB      |
| 2     | 3       | Фред Керли         | США            | 9.97  | Q          |
| 3     | 6       | Фердинанд Омурва   | Кения          | 10.01 | Q, =NR     |
| 4     | 1       | Филиппо Торту      | Италия         | 10.10 | q, SB      |
| 5     | 8       | Рис Прескод        | Великобритания | 10.12 | q, SB      |
| 6     | 5       | Жак Али Харви      | Турция         | 10.25 | SB         |
| 7     | 4       | Баракат Аль-Харти  | Оман           | 10.31 |            |
| 8     | 7       | Мохамед Альхаммади | ОАЭ            | 10.64 |            |
| —     | 2       | Дивайн Одудуру     | Нигерия        | DSQ   | TR 16.8    |

#### Забег 6
Ветер: -0,4 м/с
| Место | Дорожка | Спортсмен               | НОК               | Время          | Примечание |
| ----- | ------- | ----------------------- | ----------------- | -------------- | ---------- |
| 1     | 4       | Акани Симбин            | ЮАР               | 10.08          | Q          |
| 2     | 3       | Артур Сиссе             | Кот-д’Ивуар       | 10.15          | Q          |
| 3     | 6       | Пауло Андре де Оливейра | Бразилия          | 10.17          | Q          |
| 4     | 1       | Хасан Тафтиан           | Иран              | 10.19          | SB         |
| 5     | 9       | Эммануэль Матади        | Либерия           | 10.25 (10.245) |            |
| 6     | 5       | Седжэй Грин             | Антигуа и Барбуда | 10.25 (10.249) |            |
| 7     | 8       | Нгони Макуша            | Зимбабве          | 10.43          |            |
| 8     | 7       | Бисмарк Боатенг         | Канада            | 10.47          |            |
| —     | 2       | Фабрис Дабла            | Того              | DSQ            | TR 16.8    |

#### Забег 7
Ветер: 0,8 м/с
| Место | Дорожка | Спортсмен               | НОК            | Время | Примечание |
| ----- | ------- | ----------------------- | -------------- | ----- | ---------- |
| 1     | 1       | Рохан Браунинг          | Австралия      | 10.01 | Q, PB      |
| 2     | 5       | Йохан Блейк             | Ямайка         | 10.06 | Q          |
| 3     | 3       | Чиджинду Уджа           | Великобритания | 10.08 | Q          |
| 4     | 6       | Бенджамин Азамати-Кваку | Гана           | 10.13 |            |
| 5     | 2       | Коджо Муса              | Дания          | 10.20 |            |
| 6     | 7       | Родригу ду Насименту    | Бразилия       | 10.24 |            |
| 7     | 4       | Ян Волко                | Словакия       | 10.40 |            |
| 8     | 9       | Йейкелл Ромеро          | Никарагуа      | 10.70 |            |
| 9     | 8       | Марио Берк              | Барбадос       | 15.81 |            |

### Полуфиналы
Квалификационные правила: первые 2 в каждом забеге (Q) и дополнительно 2 с лучшими показанными результатами из всех забегов (q) проходят в полуфинал.

#### Полуфинал 1
Ветер: -0,1 м/с
| Место | Дорожка | Спортсмен        | НОК            | Реакция на старте | Время | Примечание |
| ----- | ------- | ---------------- | -------------- | ----------------- | ----- | ---------- |
| 1     | 7       | Фред Керли       | США            | 0.141             | 9.96  | Q          |
| 2     | 6       | Андре Де Грасс   | Канада         | 0.133             | 9.98  | Q          |
| 3     | 9       | Фердинанд Омурва | Кения          | 0.136             | 10.00 | NR         |
| 4     | 4       | Гифт Леотлела    | ЮАР            | 0.157             | 10.03 |            |
| 5     | 8       | Джимми Вико      | Франция        | 0.161             | 10.11 |            |
| 6     | 5       | Йохан Блейк      | Ямайка         | 0.152             | 10.14 |            |
| 7     | 2       | Ушеорице Ицекири | Нигерия        | 0.126             | 10.29 |            |
| —     | 3       | Рис Прескод      | Великобритания |                   | DSQ   | TR 16.8    |

#### Полуфинал 2
Ветер: -0,2 м/с
| Место | Дорожка | Спортсмен       | НОК            | Реакция на старте | Время          | Примечание |
| ----- | ------- | --------------- | -------------- | ----------------- | -------------- | ---------- |
| 1     | 8       | Жарнела Хьюза   | Великобритания | 0.116             | 9.98           | Q, SB      |
| 2     | 7       | Эноха Адегоке   | Нигерия        | 0.146             | 10.00 (9.995)  | Q          |
| 3     | 3       | Трейвон Бромелл | США            | 0.148             | 10.00 (9.996)  |            |
| 4     | 4       | Обликву Севилья | Ямайка         | 0.164             | 10.09 (10.081) |            |
| 5     | 6       | Рохан Браунинг  | Австралия      | 0.136             | 10.09 (10.083) |            |
| 6     | 9       | Шон Масванганьи | ЮАР            | 0.139             | 10.10          |            |
| 7     | 2       | Филиппо Торту   | Италия         | 0.157             | 10.16          |            |
| 8     | 5       | Феми Огуноде    | Катар          | 0.148             | 10.17          |            |

#### Полуфинал 3
Ветер: 0,9 м/с
| Место | Дорожка | Спортсмен               | НОК               | Реакция на старте | Время        | Примечание |
| ----- | ------- | ----------------------- | ----------------- | ----------------- | ------------ | ---------- |
| 1     | 4       | Су Бинтянь              | Китай             | 0.142             | 9.83 (9.827) | Q, AR      |
| 2     | 6       | Ронни Бейкер            | США               | 0.190             | 9.83 (9.829) | Q, PB      |
| 3     | 5       | Марсель Джейкобс        | Италия            | 0.179             | 9.84         | q, AR      |
| 4     | 7       | Акани Симбин            | ЮАР               | 0.140             | 9.90         | q          |
| 5     | 8       | Чиджинду Уджа           | Великобритания    | 0.153             | 10.11        |            |
| 6     | 2       | Джейсон Роджерс         | Сент-Китс и Невис | 0.127             | 10.12        |            |
| 7     | 9       | Артур Сиссе             | Кот-д’Ивуар       | 0.182             | 10.18        |            |
| 8     | 3       | Пауло Андре де Оливейра | Бразилия          | 0.149             | 10.31        |            |

### Финал
Ветер: 0,1 м/с
| Место | Дорожка | Спортсмен        | НОК            | Реакция на старте | Время | Примечание |
| ----- | ------- | ---------------- | -------------- | ----------------- | ----- | ---------- |
| 1     | 3       | Марсель Джейкобс | Италия         | 0.161             | 9.80  | AR         |
| 2     | 5       | Фред Керли       | США            | 0.128             | 9.84  | PB         |
| 3     | 9       | Андре Де Грасс   | Канада         | 0.155             | 9.89  | PB         |
| 4     | 2       | Акани Симбин     | ЮАР            | 0.141             | 9.93  |            |
| 5     | 7       | Ронни Бейкер     | США            | 0.148             | 9.95  |            |
| 6     | 6       | Су Бинтянь       | Китай          | 0.167             | 9.98  |            |
| —     | 8       | Эноха Адегоке    | Нигерия        | 0.157             | DNF   |            |
| —     | 4       | Жарнел Хьюз      | Великобритания |                   | DSQ   | TR 16.8    |